# Кріс О'Доннелл
Крістофер Юджин «Кріс» О'Доннелл (англ. Christopher Eugene «Chris» O'Donnell; нар. 26 червня 1970) — американський актор, найбільш відомий за роллями Робіна у фільмах «Бетмен назавжди» та «Бетмен і Робін» та Г. Каллена у телесеріалі «Морська поліція: Лос-Анджелес».

## Біографія
Народився 26 червня 1970 року, Віннетка, штат Іллінойс, і був наймолодшою дитиною у сім'ї з семи дітей. По батьківській лінії він має ірландське коріння, а по материнській — німецьке. Хлопчик ріс в релігійній сім'ї і відвідував католицьку школу. Закінчив Бостонський коледж із ступенем бакалавра наук в області маркетингу.
У 13 років він почав працювати в модельному бізнесі і знявся в декількох рекламних роликах, у тому числі в рекламі McDonald's. Його кінодебютом стала робота у фільмі 1990 року «Чоловіки не йдуть». Також на початку 1990-х він знявся в ряді успішних фільмів, таких як «Смажені зелені помідори», «Шкільні узи» та «Запах жінки». Після успіху стрічки «Коло друзів» знявся у фантастичному фільмі «Бетмен назавжди», де виконав роль Робіна. Актор також був одним з головних кандидатів на роль Джека Доусона в «Титаніку» Джеймса Кемерона, проте у результаті головна роль дісталася Леонардо Ді Капріо.
Після комерційного провалу фільму «Бетмен і Робін» взяв відпустку, щоб присвятити себе сім'ї. У 1997 році він одружився з Керолайн Фентресс і наразі має п'ятьох дітей.
З 2009 року грає головну роль в телевізійному серіалі «Морська поліція: Лос-Анджелес».

## Фільмографія

### Кіно
| Рік  |   | Українська назва        | Оригінальна назва                        | Роль                |
| ---- | - | ----------------------- | ---------------------------------------- | ------------------- |
| 1990 | ф | -                       | Men Don't Leave                          | Кріс Маколі         |
| 1991 | ф | Смажені зелені помідори | Fried Green Tomatoes                     | Бадді Тредгуд       |
| 1992 | ф | Шкільні зв'язки         | School Ties                              | Кріс Ріс            |
| 1992 | ф | Запах жінки             | Scent of a Woman                         | Чарлі Сімс          |
| 1993 | ф | Три мушкетери           | The Three Musketeers                     | д'Артаньян          |
| 1994 | ф | Блакитне небо           | Blue Sky                                 | Гленн Джонсон       |
| 1995 | ф | Коло друзів             | Circle of Friends                        | Джек Фолі           |
| 1995 | ф | Божевільне кохання      | Mad Love                                 | Метт Леланд         |
| 1995 | ф | Бетмен назавжди         | Batman Forever                           | Дік Грейсон / Робін |
| 1996 | ф | В любові і війні        | In Love and War                          | Ернест Хемінгуей    |
| 1997 | ф | Бетмен і Робін          | Batman & Robin                           | Дік Грейсон / Робін |
| 1999 | ф | Холостяк                | The Bachelor                             | Джиммі Шеннон       |
| 2000 | ф | Вертикальна межа        | Vertical Limit                           | Пітер Гарретт       |
| 2002 | ф | 29 пальм                | 29 Palms                                 | Хітмен              |
| 2004 | ф | Кінсі                   | Kinsey                                   | Ворделл Померой     |
| 2005 | ф | Сестри                  | The Sisters                              | Девід Турзін        |
| 2008 | ф | Макс Пейн               | Max Payne                                | Джейсон Колвін      |
| 2010 | ф | -                       | Cats & Dogs: The Revenge of Kitty Galore | Шейн                |
| 2010 | ф | -                       | A Little Help                            | Боб Пелке           |

### Телебачення
| Рік       |    | Українська назва               | Оригінальна назва         | Роль                                                                 |
| --------- | -- | ------------------------------ | ------------------------- | -------------------------------------------------------------------- |
| 1986      | с  |                                | Jack and Mike             | Еван (Епізод: "Cry Uncle")                                           |
| 2003      | с  | Практика                       | The Practice              | Бред Стенфілд (4 епізоди)                                            |
| 2004      | с  | Два з половиною чоловіки       | Two and a Half Men        | Білл (Епізод: "An Old Flame with a New Wick")                        |
| 2005      | с  |                                | Head Cases                | Джейсон Пейн (2 епізоди)                                             |
| 2005—2006 | с  | Анатомія Грей                  | Grey's Anatomy            | доктор Фінн Денбрідж (9 епізодів)                                    |
| 2005—2006 | с  | Компанія                       | The Company               | Джек МакОліфф (6 епізодів)                                           |
| 2009      | с  | Морська поліція: Спецпідрозділ | NCIS                      | Г. Каллен (2 епізоди)                                                |
| 2009—2023 | с  | Морська поліція: Лос-Анджелес  | NCIS: Los Angeles         | Г. Каллен (323 епізоди)                                              |
| 2012      | с  | Гаваї 5.0                      | Hawaii Five-0             | Г. Каллен (Епізод: "Pa Make Loa")                                    |
| 2013      | с  |                                | Who Do You Think You Are? | у ролі самого себе (Епізод: "Chris O'Donnell")                       |
| 2014      | мс | Робоцип                        | Robot Chicken             | Містер Фантастик / Командор Рекс Клінг (Епізод: "Catdog on a Stick") |
| 2017      | мс | Американський тато!            | American Dad!             | Г. Каллен (Епізод: "Casino Normale")                                 |
| 2023      | с  |                                | NCIS: Hawaiʻi             | Г. Каллен (Епізод: "Deep Fake")                                      |
| 2025      | с  | 9-1-1: Нашвілл                 | 9-1-1: Nashville          | Дон Шарп (у виробництві)                                             |